# Procytherideis senescens
Procytherideis senescens is een mosselkreeftjessoort uit de familie van de Neocytherideididae. De wetenschappelijke naam van de soort is voor het eerst geldig gepubliceerd in 1952 door Ruggieri.